# 恩佐美尼布
恩佐美尼布（英語：Enzomenib）是一种研究性新药，正在评估其用于治疗急性白血病的疗效。它是一种靶向作用于Menin与MLL之间相互作用的小分子抑制剂。恩佐美尼布尤其适用于MLL重排或NPM1突变的患者。
美国食品药品监督管理局（FDA）已授予恩佐美尼布快速通道和孤儿药资格认定。